# Поленица (село)
Поленица (болг. Поленица) — село в Благоевградской области Болгарии. Входит в состав общины Сандански. Находится примерно в 2 км к востоку от центра города Сандански и примерно в 53 км к югу от центра города Благоевград. По данным переписи населения 2011 года, в селе  проживало 1220 человек.

## Население
| Год     | 1934 | 1946 | 1956 | 1965 | 1975 | 1985 | 1992 | 2001 | 2011 |
| ------- | ---- | ---- | ---- | ---- | ---- | ---- | ---- | ---- | ---- |
| Жителей | 369  | 457  | 510  | 503  | 655  | 802  | 1002 | 1092 | 1220 |

| Национальность  | Человек | Процент |
| --------------- | ------- | ------- |
| болгары         | 1095    | 98,92%  |
| другие          | 6       | 0,54%   |
| не определились | 3       | 0,27%   |
| Всего ответов   | 1107    |         |

|  |